# Chiesa del Buon Gesù
La chiesa del Buon Gesù è un edificio sacro che si trova in via XX Settembre a Sansepolcro.

## Storia e descrizione
In origine dedicata a San Jacopo, fu chiamata "del Buon Gesù " dal 1509, quando vi si stabilì la compagnia che portava questo nome, nata per onorare il Santissimo Sacramento nella cattedrale e portarlo in processione agli infermi. Anomala è la facciata tardo-cinquecentesca, simile a quella di un palazzo. All'interno, come in tutte le sedi di compagnie e confraternite, si trovano due ambienti: la chiesa in stile barocco con copertura a volta e tre altari decorati in stucco con pale seicentesche; e l'oratorio sulla sinistra, che conserva un bel dipinto raffigurante la Pietà, attribuito a Chiara o ad Elisabetta Alberti.